# Природо-математическа гимназия „Академик Сергей Павлович Корольов“
Природо-математическата гимназия „Академик Сергей Павлович Корольов“ в Благоевград, България. Обучават се ученици от пети до дванадесети клас в специализирани паралелки с интензивно изучаване на математика, информатика, информационни технологии, физика, биология, химия.

## Адрес
Благоевград, 2700
ул. „Марица“ 4
електронен адрес: mail@pmg-blg.com

## История
- 1972 г. – откриват се три математически паралелки в Националната хуманитарна гимназия „Св. св. Кирил и Методий“ (бивша Солунска), от които през 1973 г. се създава днешната Природо-математическа гимназия „Академик Сергей Павлович Корольов“.
- 1973 г. – основаване на Математическа гимназия с директор Тодор Чимев (до 1989 г.)
- 1974 г. – гимназията приема за свой патрон Академик Сергей Павлович Корольов.
- 1984 г. – открива се паралелка с интензивно изучаване на физика.
- 1988 г. – започва прием на ученици от шести клас.
- 1989 г. – директор става Виктор Асийски (до 1995 г.).
- 1990 г. – открива се паралелка с изучаване на биология и химия.
- 1992 г. – гимназията се трансформира в Природо-математическата гимназия „Академик Сергей Павлович Корольов“. Въвежда се обучение по информатика.
- 1996 г. – директор става Христо Иванов (до 1998 г.)
- 1998 г. – директор става д-р Татяна Ядкова.
- 2016 г. – директор става Николай Каращранов

## Материална база
Гимназията се помещава в обща сграда с Езикова гимназия „Академик Людмил Стоянов“. Разполага с добре разработена библиотека и с обширен физкултурен салон.

## Прием

### Прием след четвърти клас
- Паралелка с изучаване на математика

### Прием след седми клас
- Паралелка с интензивно изучаване на информатика и информационни технологии с английски език
- Паралелка с разширено изучаване на информатика и информационни технологии с английски език
- Паралелка с интензивно изучаване на математика, информатика и английски език.
- Паралелка с разширено изучаване на математика, информатика и английски език.
- Паралелка с интензивно изучаване на математика, информатика и немски език.
- Паралелка с интензивно изучаване на биология и здравно образование, химия и английски език.